# Poiana Mărului (gmina)
Poiana Mărului – gmina w Rumunii, w okręgu Braszów. Obejmuje tylko jedną miejscowość Poiana Mărului. W 2011 roku liczyła 3315 mieszkańców. 